# Le Palais

Le Palais este o comună în departamentul Morbihan, Franța. În 1 ianuarie 2022 avea o populație de 2.576 de locuitori.